# بافولا

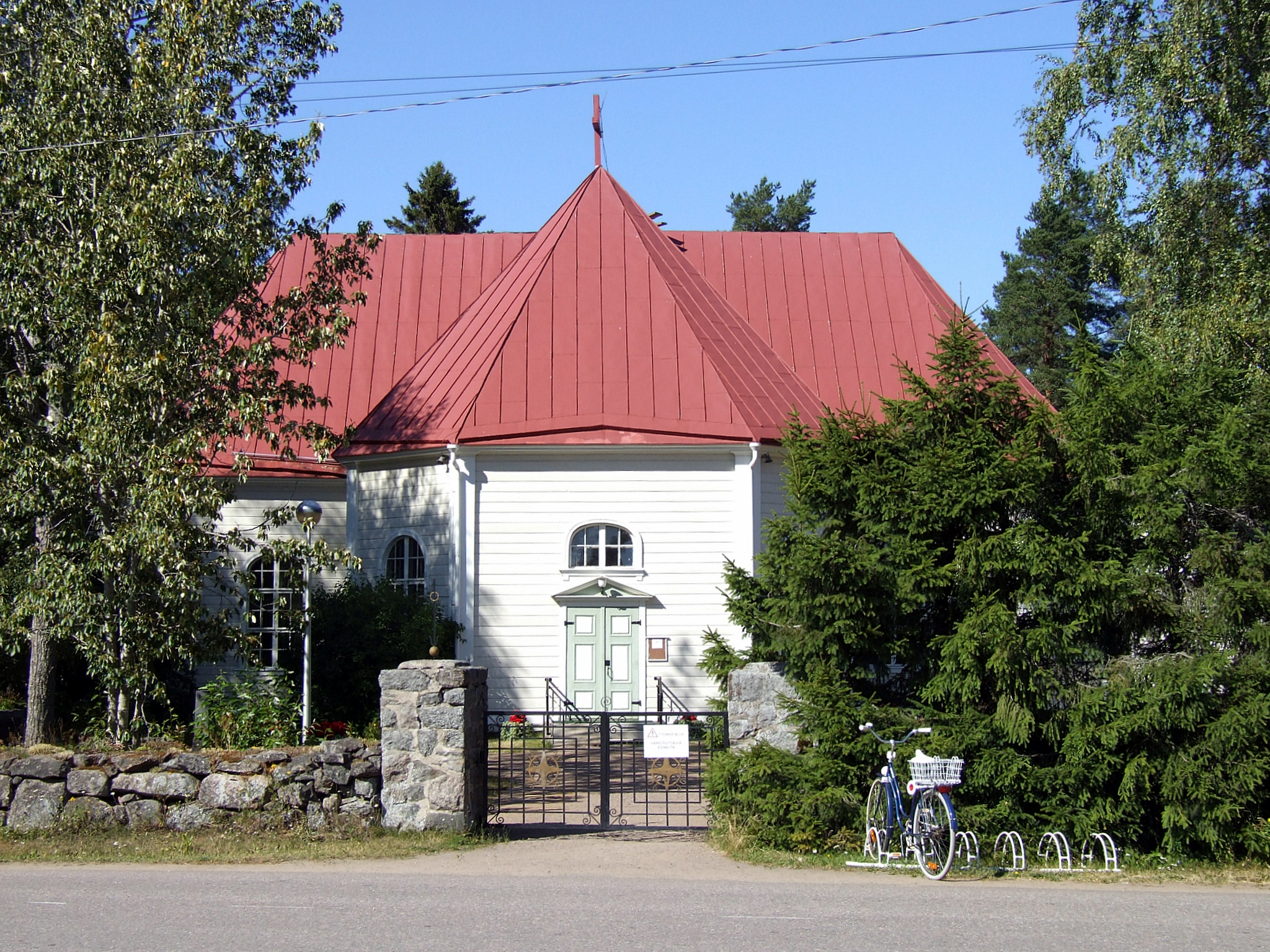
كنيسة بافولا 2006 07 27

بافولا هي بلدية فنلندية سابقة، والآن هي قرية تابعة لبلدية سيكاجوكي. وتقع القرية بجانب نهر سيكاجوكي. وفي عام 1973، تم توحيد بافولا مع البلدية المجاورة ريفونلاهتي لتشكيل بلدية روكي، وروكي بدورها تم توحيدها مع سيكاجوكي في عام 2007.